# Boquerón (departamento)
Boquerón é um dos dezessete departamentos que, junto com Assunção, Distrito Capital, formam a República do Paraguai. Sua capital e cidade mais populosa é Filadelfia. Está localizado ao noroeste da região ocidental do país, limitando ao norte com o departamento de Alto Paraguay, a leste com o departamento de Presidente Hayes, e ao sul com o rio Pilcomayo que o separa com a República Argentina, até a tríplice fronteira Hito Esmeralda, onde começa sua fronteira ocidental com o Estado Plurinacional da Bolívia. Com 66 836 hab. em 2020 é o segundo departamento menos populoso — à frente de Alto Paraguay — , com 91 669 km², o maior e com 0,72 hab./km², o segundo menos populoso, à frente de Alto Paraguay.
As colônias menonitas que vivem em Boquerón produzem cerca de 65% da produção de laticínios e carnes do país, com tecnologia avançada.

## História
Como Presidente Hayes, a área do atual Boquerón foi palco de conflitos durante décadas durante o período colonial, devido às agressões de numerosas tribos que impossibilitaram a fundação de cidades estáveis. Terminada a guerra da Tríplice Aliança, iniciou-se o extenso processo de disputa pelo domínio e propriedade da Vila Ocidental e do restante do Chaco, com o Paraguai vindo a demonstrar seus autênticos direitos sobre o espaço disputado.
A primeira Lei de Divisão Territorial da República de 1906, previa a divisão do território nacional em duas regiões, a Oriental e a Ocidental, esta última dividida em comandos militares dependentes do Ministério da Guerra e da Marinha. Somente em 1926 os menonitas que fundaram as pioneiras e prósperas colônias agropecuárias, hoje transformadas em importantes empórios e núcleos populacionais, se estabeleceram na região central do Chaco. Em 1945 uma disposição ordenadora do território nacional criou o departamento de Boquerón, tendo Mariscal Estigarribia como distrito. Em 1973, a Lei da Divisão Política anulou a divisão regional e o caráter de dependência militar do território ocidental, dividindo-o em 5 departamentos: Presidente Hayes, Alto Paraguai, Chaco, Nueva Asunción e Boquerón. No entanto, a Lei N.º 71 de 1992 resolveu anexar Nueva Asunción a Boquerón e a capital foi trasladada desde Doctor Pedro P. Peña a Filadelfia, estabelecendo os limites departamentais que mantém até hoje.

## Geografia
Situa-se no noroeste da Região Ocidental do Paraguai, entre os paralelos 20 ° 20 'e 23 ° 50' de latitude sul e entre os meridianos 60 ° 20 'e 62 ° 50' de longitude oeste. É a região mais seca do Paraguai, possui riachos isolados, canais muito secos e depressões. Chove pouco, mas quando chove muito também provoca inundações por se tratar de uma região semi-árida. O regime de chuvas varia de 350 ao norte e 850 ao sul mm / ano.
Suas florestas são baixas e espinhosas, onde abundam arbustos e cactos, dunas e morros arenosos, principalmente no noroeste deste Departamento. Tradicionalmente é reconhecido pelas árvores que crescem naquele local e estão em perigo de extinção como o urunde'y, quebracho-branco e vermelho, samu'ü conhecido como palo borracho e palo santo.

### Limites
- Ao norte: Departamento de Alto Paraguay separado por uma linha reta na linha entre Hito IV Fortín Tte. G. Mendoza para Fortín Madrejón. Separado do mesmo departamento de Alto Paraguai pela estrada formada pela via férrea que une o "km 221" (Fortín Tte. Montanía) ao "km 169".
- Ao sul: a República Argentina separada pelo rio Pilcomayo da missão San Lorenzo a Hito Esmeralda .
- Ao leste: o departamento de Presidente Hayes separado pela estrada que conecta a Missión San Lorenzo com os fortes Gral.Díaz, Avalos Sánchez, Zenteno, Dr. Gaspar Rodríguez de Francia, Boquerón, Isla Po'í e Casanillo; deste ponto uma linha reta ao km 169 da estrada formada pelos trilhos da ferrovia. Também limita o Departamento de Alto Paraguai separado pela linha reta que vai do Fortín Madrejón ao Fortín Carlos Antonio López e daí outra linha reta ao Fortín Tte. Montanía (km 221 da via férrea).
- Ao oeste: Estado Plurinacional da Bolívia , separado por uma linha fronteiriça na linha que compreende o Hito Esmeralda até o IV Fortín Tte. Gabino Mendoza.

### Clima
Nesta área a temperatura anual é de 25 °C. De acordo com a média anual de chuvas, é de 400 mm. É chamado de Alto Chaco ou Chaco seco e a temperatura mais alta é registrada nesta região no verão. O clima do departamento é diariamente muito seco, poeirento e com vento norte. A zona norte do departamento tem clima tropical, com temperaturas que apenas excepcionalmente caem abaixo de 10 °C.

## Demografia
| População Histórica do Departamento de Boquerón | População Histórica do Departamento de Boquerón | População Histórica do Departamento de Boquerón |
| Ano                                             | População                                       | Fonte                                           |
| ----------------------------------------------- | ----------------------------------------------- | ----------------------------------------------- |
| 1982                                            | 14 790                                          | Censo do Paraguai de 1982                       |
| 1992                                            | 29 060                                          | Censo do Paraguai de 1992                       |
| 2002                                            | 41 106                                          | Censo Paraguaio de 2002                         |
| 2012                                            | 56 440                                          | Censo Paraguaio 2012                            |
| 2018                                            | 64 300                                          | Estimativas da DGEEC                            |
| 2022                                            | 71 078                                          | Censo Paraguaio de 2022                         |

Boquerón é atualmente o departamento com maior crescimento populacional de 12,4%. Este departamento é caracterizado por seus habitantes indígenas, o grupo menonita (de origem alemã), latinos-paraguaios, crioulos, brasileiros e estancieiros estrangeiros.
O Censo Nacional de 2012 registra 69.719 pessoas que vivem no local. A grande maioria dos habitantes é indígena de 43,7% (23.645) pessoas distribuídas entre as etnias nivaclé, manjui, guarayos, angaité, ayoreos, guaraní-ñandéva, tapieté e toba-maskóy. O maior número de nativos do país está nesta área.

## Divisão administrativa
O departamento está dividido em 4 distritos:
| Não. | Distritos                        | Superfície (km²) | População (Censo 2022) |
| ---- | -------------------------------- | ---------------- | ---------------------- |
| 1    | Boquerón (Neuland)               | 23 832           | 16 764                 |
| 2    | Filadelfia                       | 13 879           | 20 595                 |
| 3    | Loma Plata                       | 1 787            | 20 545                 |
| 4    | Mariscal José Félix Estigarribia | 52 171           | 13 174                 |
|      | Boquerón                         | 91 669           | 71 078                 |

## Municípios e governo departamental
Boquerón tinha apenas um município, desde 18 de dezembro de 1944. E a partir de dezembro de 2006, foi acrescentado Filadelfia, que foi declarada Capital Departamental pela Lei 71/92 e Loma Plata como município. Boquerón tem atualmente 5 governantes executivos e 45 vereadores departamentais e municipais. Em 16 de janeiro de 2021 foi oficializada a criação de um novo município: Boquerón, cuja capital distrital é Neuland.
O governador cessante é Edwin Pauls Friesen, da Asociação Nacional Republicana (ANR), e o atual governador é Dario Medina (ANR-Cartista). O atual prefeito de Mariscal Estigarribia é Elmer Vogt, o de Filadelfia Holger Bergen e o de Loma Plata Walter Stockl.
O governo administra duas escolas departamentais, uma escola agrícola, um hospital departamental e a Direção de Recursos Hídricos (DRH), pertencentes ao Ministério da Agricultura e Pecuária. Da mesma forma, o governo departamental possui uma secretaria administrativa, de educação e saúde. Possui Secretaria de Meio Ambiente, Assuntos Indígenas, Desenvolvimento, Obras Públicas, Mulher, Infância e Juventude.

## Educação

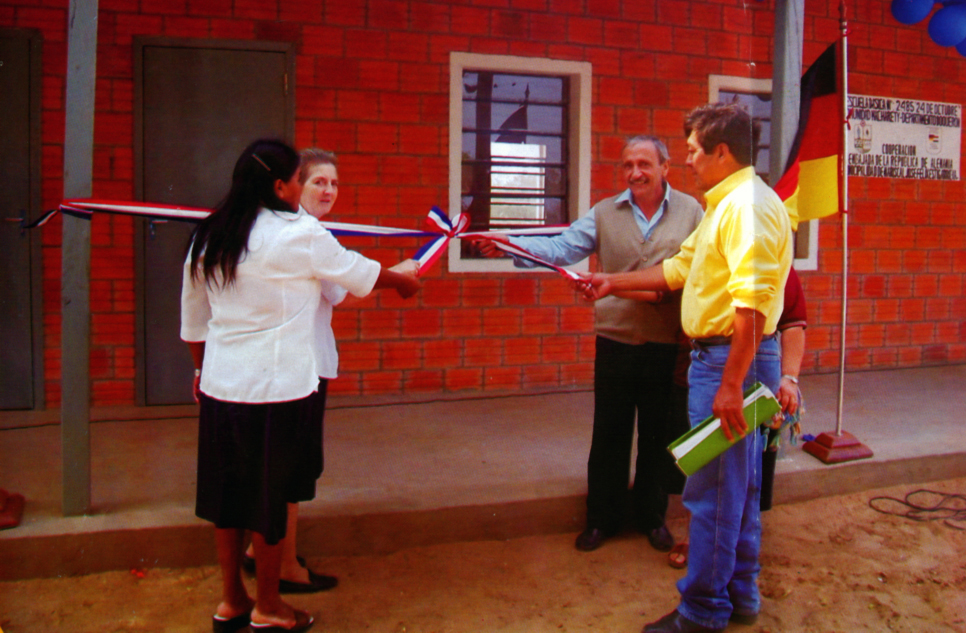
A entrega de uma escola germano-paraguaia.

Este departamento tem 160 instituições de ensino com 9.000 alunos e mais de 450 professores. Entre essas instituições estão as privadas e aquelas que treinam alunos em formação profissional. A alfabetização chega a 80% segundo o Censo de 2002. O principal problema é a distância e afeta professores e alunos na hora de chegar à escola e de lá abandonar. Existem zonas marginais onde faltam professores, apesar de possuírem normas curriculares muito bem elaboradas de acordo com as necessidades e exigências da Região Ocidental. O ensino é fonte de renda para as famílias e eles ainda precisam de professores que devem alfabetizar os moradores do lugar.
O nível educacional médio da população é de 3,8 graus primários aprovados e um total de 8.932 alunos matriculados nos níveis primário e secundário. Alunos matriculados no nível primário 6.689. Nível secundário: 2.243. Presença atual de crianças em escolas a partir de 7 anos 9.168. Total de escolas primárias e secundárias 103. Número de vagas registradas no ensino fundamental 384. População alfabetizada com 15 anos ou mais: 21.482.

## Saúde
Este departamento possui quatro hospitais privados e a XVI Região Sanitária é assistida pelo Ministério da Saúde Pública e Previdência Social como hospital regional em Mariscal Estigarribia e o Governo assiste o Centro Materno Infantil de Villa Choferes del Chaco. Mais da metade da população do departamento é atendida em Filadelfia, Loma Plata, Yalve Sanga e Colonia Neuland.
A saúde dos indígenas recebe auxílio hospitalar mútuo da iniciativa privada. Também entre eles estão indígenas que possuem seguro IPS e outros não possuem nenhum tipo de assistência social. Neste departamento existem 23 centros de saúde e 8,8 número de leitos para cada um dos 10.000 habitantes do local.
Os menonitas têm seguro saúde privado e estão muito bem organizados neste setor. O sistema de saúde é uma necessidade básica e é o que mais necessita de assistência, pois 22% da população local vive em situação de extrema pobreza.

## Economia
A atividade pecuária é a que dá maior rendimento no sistema econômico, através dos laticínios, carnes (Coop-Trebol) que são exportados para o exterior. São 4.500 proprietários e 900.000 cabeças de gado. A produção diária de leite varia de 450.000 a 500.000 litros de leite por dia, sendo 70% industrializado no Chaco Central.
Destacam-se os trabalhos de selaria e sapataria. Produção agrícola de banana, limão, laranja doce e tangerina. Também colheitas temporárias em toneladas como ervilha, batata-doce, cebola, abóbora, fava, milho, amendoim com casca, feijão, sorgo e espora.

## Formas e meios de comunicação

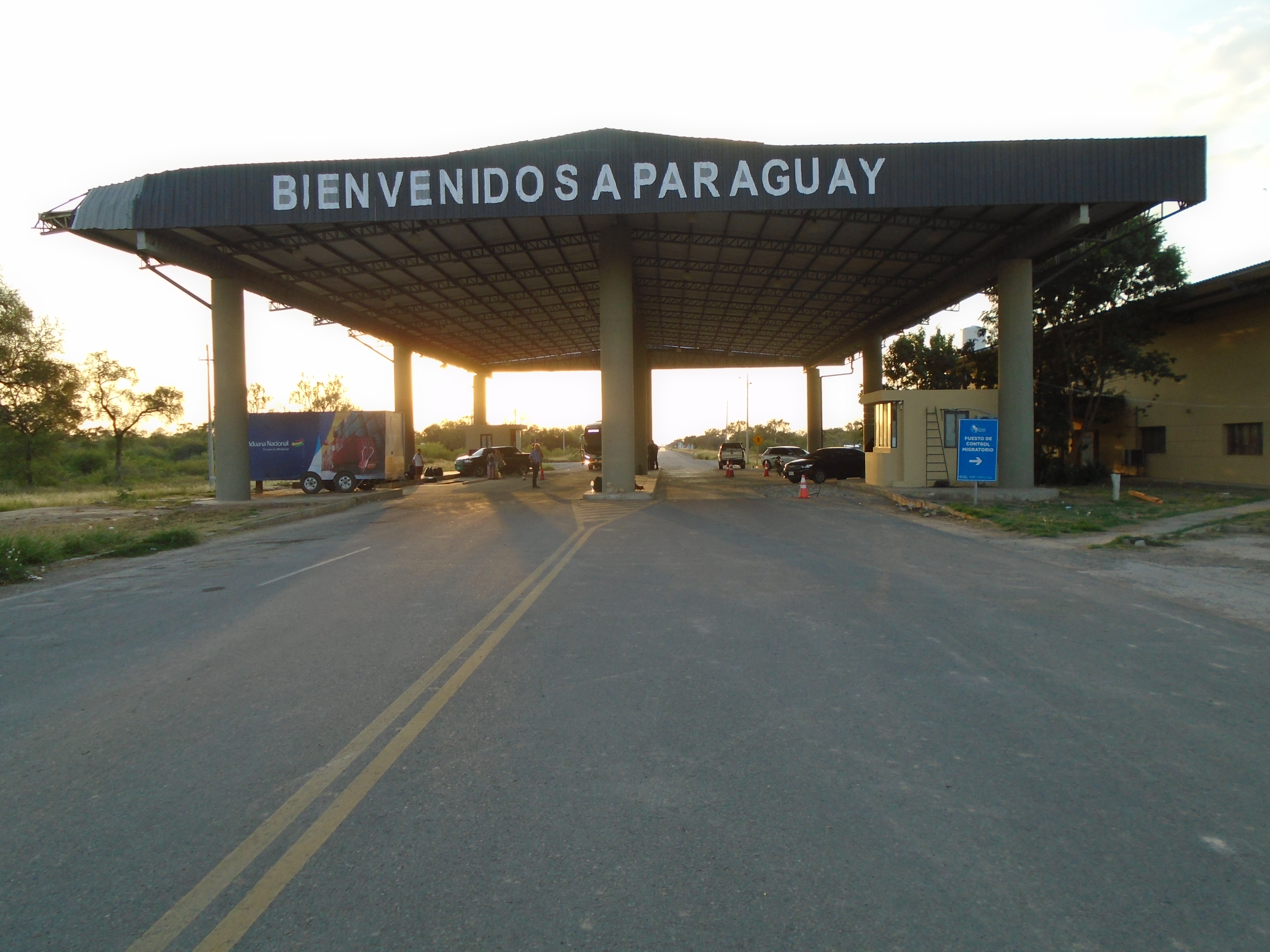
Passagem de fronteira Prefeito Infante Rivarola (Paraguai) - Cañada Oruro (Bolívia), no final da Rota Nacional PY09 "Trans-Chaco".

O departamento de Boquerón tem 120 km de estrada asfaltada e ainda mantém uma estrada de terra que em épocas de chuva e seca dificulta o transporte de quem deseja viajar.
Chegar a essa área tem seus problemas, pois quem viaja para esse departamento deve providenciar aspectos logísticos como água potável, alimentos não perecíveis e bastante combustível no caso de ter veículos e kit de emergência.
O trabalho dos menonitas se destaca, pois eles mantêm as estradas que utilizam com recursos próprios mais ou menos 3.800 km, todos os anos e conhecem muito bem a região.
O distrito de Mariscal Estigarribia possui uma pista de pouso que é utilizada por aviões de todos os tipos.
- Aeródromo Infante Rivarola.

Em alguns distritos já se possui o máximo de tecnologia e televisão, internet, telefonia pública e telefones celulares da iniciativa privada são comuns no Chaco Central. No entanto, existem lugares onde a comunicação é impossível e também existem os povos indígenas da floresta do grupo Ayoreo que ainda vivem nas montanhas e aqueles que conseguiram sair de seu habitat não conseguiram se adaptar ao modo de vida ocidental até hoje.
Os rádios desempenham um papel fundamental como meio de comunicação, La Voz del Chaco Paraguayo transmite em amplitude modulada (AM), para toda a Região Ocidental e é amplamente ouvido para dar informações e chegar a locais onde a comunicação é difícil para os moradores.
- A Rádio Médano transmite em frequência modulada (FM).

Existem duas rádios comunitárias: a primeira em Mariscal Estigarribia e a segunda no bairro Dr. Pedro P. Peña. Também tem estações de rádio comunitárias, como a Radio Boquerón FM, muito popular em Filadelfia.

## Turismo
O turismo rural e ecológico é muito difundido na região do Chaco Central, onde se pode observar a vida e a adaptação dos colonos-imigrantes neste lugar. Aldeias, povoações e colônias que se dedicam à atividade industrial e agrícola são muito visitadas por turistas e estudantes. Os visitantes ficam bastante surpresos com a experiência dos dias de estada.
- Os fortes Boquerón, Toledo, Isla Po'í são muito visitados, nestes locais há vestígios da guerra do Chaco, que faz parte da história do Paraguai.

## Símbolo departamental
Boquerón tem escudo e bandeira próprios, a música Chaco Boreal, declarada Hino Departamental.
Esses símbolos foram apresentados no dia 29 de setembro de 1995 no Fortín Toledo, com a presença de 200 alunos da área.